# Romeinse Republiek (1849)
De Romeinse Republiek was een revolutionaire staat in Rome ten tijde van het Risorgimento die bestond van 9 februari tot 3 juli 1849.
Na een revolutie in Rome tegen het kerkelijke bewind op 15 november 1848 en de vlucht van paus Pius IX naar de Beide Siciliën schreef een voorlopige regering op 29 december verkiezingen uit - waaraan alle mannen boven de 21 konden deelnemen - om een constituerende vergadering te kiezen. Deze vergadering schafte de pauselijke macht af en proclameerde op 9 februari 1849 de Romeinse Republiek. Zij wees als regeringsleiders een triumviraat aan in de personen van Giuseppe Mazzini, Aurelio Saffi en Carlo Armellini.
De katholieke landen - Spanje, de Tweede Franse Republiek onder de prins-president Lodewijk Napoleon, Oostenrijk en het Koninkrijk der Beide Siciliën onder Ferdinand II - trachtten echter met geweld een einde aan de situatie te maken. De Fransen vielen Rome een eerste keer aan op 30 april 1849, maar hadden de situatie onderschat en trokken zich terug op Civitavecchia toen ze door troepen onder leiding van Giuseppe Garibaldi verdreven werden. Er werden door Mazzini onderhandelingen geopend met de Franse afgevaardigde Ferdinand de Lesseps die aanvankelijk succesvol leken. Het ging de Fransen allereerst om het behouden van hun invloed op het Italische schiereiland, hetgeen door Mazzini (voor het moment) geaccepteerd werd. Binnenlandse druk in Frankrijk deed Napoleon III echter besluiten om de afgang van 30 april weg te poetsen. De overeenkomst tussen De Lesseps en Mazzini verviel en vanaf 4 juni zouden de twee partijen zich weer in staat van oorlog beschouwen. De Franse Generaal Nicolas Charles Victor Oudinot hield zich echter niet aan de afspraken en viel reeds in de ochtend van 3 juni de Romeinse muren aan. Het zwaartepunt van de aanval lag in de buurt van de Porta San Pancrazio, ter hoogte van de Janiculum-heuvel. Na een belegering van een maand dolven de troepen onder leiding van Garibaldi echter op 30 juni het onderspit, waarna bleek dat de stad verloren was. Om aan de schande van een onvoorwaardelijke overgave te ontkomen, trad het triumviraat af en ontbond het de Republiek.
De Kerkelijke Staat die daarvoor had bestaan werd weer hersteld en zou daarna nog twintig jaar blijven bestaan. Pius IX, die voorlopig onder bescherming van Ferdinand II bleef, stelde een commissie van kardinalen aan die op repressieve wijze regeerde en alle republikeinse maatregelen ongedaan maakte. Hij keerde in april 1850 onder Franse bescherming terug naar Rome. Nog tot 1870 zouden Franse troepen ter bescherming van de Kerkelijke Staat in de stad gestationeerd blijven.